# Night Alone

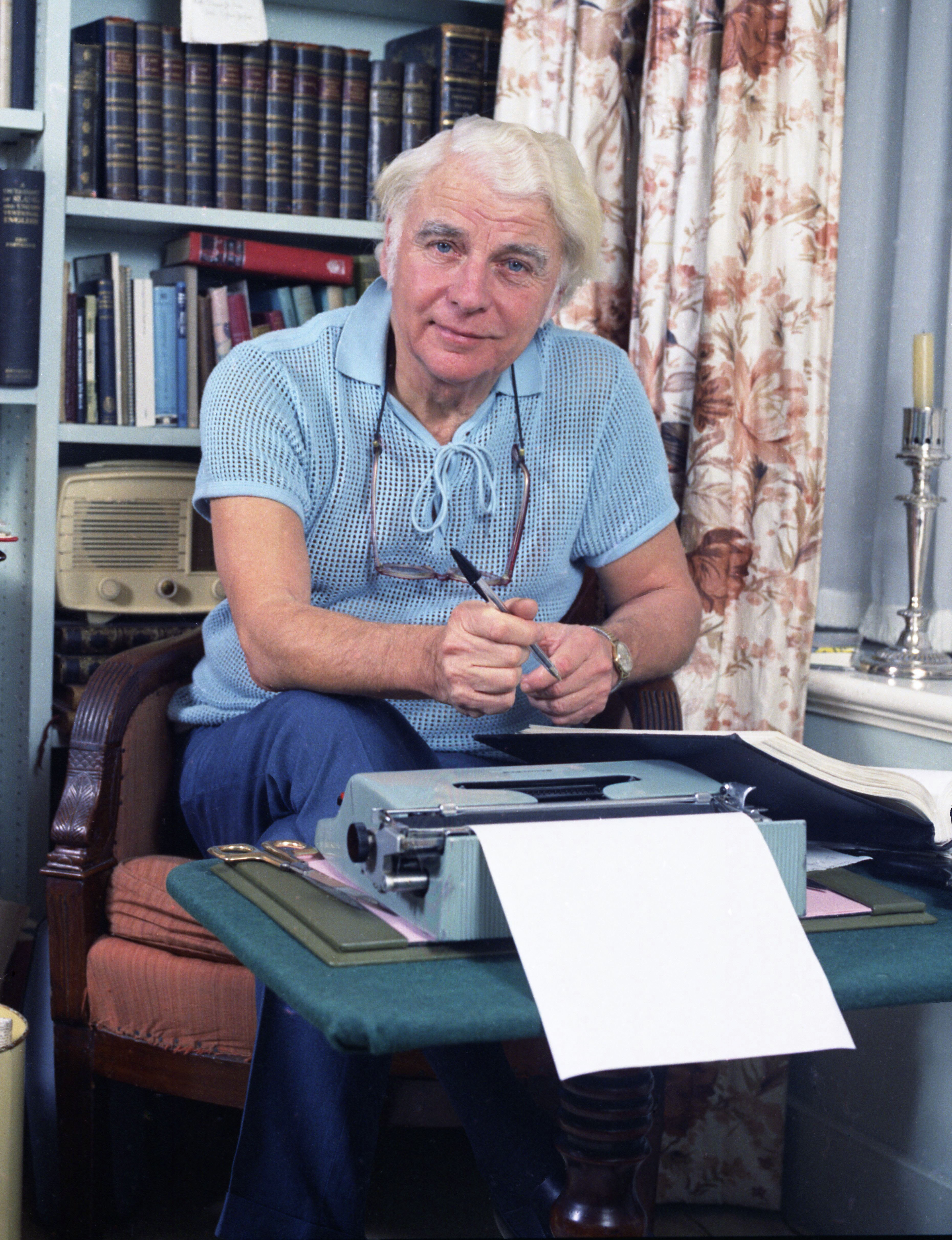
O filme estrelou Emlyn Williams

Night Alone é um filme de comédia britânico de 1938, dirigido por Thomas Bentley e estrelado por Emlyn Williams, Leonora Corbett e Lesley Brook. Foi baseado em uma peça de Jeffrey Dell.
O filme tem uma duração de 75 minutos.

## Elenco
- Emlyn Williams como Charles Seaton
- Leonora Corbett como Vi
- Lesley Brook como Barbara Seaton
- Cyril Raymond como Tommy
- Julie Suedo como Gloria
- Margot Landa como Celia
- Wally Patch como Policial
- John Turnbull como Superintendente